# 元三島神社
元三島神社（もとみしまじんじゃ）は、東京都台東区根岸にある神社。JR鶯谷駅北口の正面にある。（境内に入るには、西側から回り込む必要がある。）

## 歴史
弘安年間（1278年 - 1288年）に創建された。鎌倉幕府御家人の河野通有は、弘安の役に際して、地元の大山祇神社で戦勝祈願をしたところ、成就して武勲を挙げることができた。そして、夢の中で「武蔵国豊島郡に大山祇命の分霊を勧請せよ。」という霊夢を見た。そこで上野山に大山祇命を祭神とする神社を創建したのが由来である。
1650年（慶安3年）、幕府により立ち退きが命じられ、代替地の金杉村（現・台東区根岸）に移転した。1710年（宝永7年）、幕府により再度立ち退きが命じられ、浅草小揚町（現・台東区寿）に移転した。これが現在の本社三島神社である。しかし金杉村の氏子は神社から取り残されることになったので、話し合いの結果、改めて分霊を勧請することになった。そうして創建されたのが当社である。同様の経緯で、現在の台東区下谷にも三島神社が創建されている。
現在地には、元々熊野神社があり、それと合祀する形となった。江戸時代は西蔵院が別当寺であった。1921年（大正10年）に村社に列格している。
現在の社殿は、1976年（昭和51年）に新築されたものである。

## 交通アクセス
- 鴬谷駅より徒歩1分。